# Göteborgs musikkvartett
Göteborgs musikkvartett var ett jazzband från Göteborg.
Göteborgs musikkvartett bestod av Jan Forslund (saxofon, flöjt), Ove Johansson (saxofon, flöjt), Kjell Thorbjörnsson (bas) och Anders Söderling (trummor). Deras självbetitlade debutalbum Göteborgs musikkvartett utgavs 1974 av Svenska Jazzriksförbundet och innehåller tolkningar av folkmusik från bland annat Italien, Norge, Ungern, Afghanistan och Balkan. År 1975 utgavs på det musikerägda skivbolaget Levande Improviserad Musik albumet Aftara (LIM LP 7502), vilket innehåller improviserad jazz och påminner om bandet Iskra. Samma år medverkade bandet även på samlingsalbumet Levande improviserad musik från Göteborg (LIM 75-1) utgivet av samma skivbolag.  